# Årås
Årås er en by der er administrationscenter i Austrheim kommune i Hordaland fylke i Norge.
Byen har 578 indbyggere (2012), og ligger midt på Fosnøy. Riksvei 568 går gennem byen.